# Březová-Oleško
Březová-Oleško là một làng thuộc huyện Praha-západ, vùng Středočeský, Cộng hòa Séc.